# Goh Keureuse
Goh Keureuse är en kulle i Indonesien.   Den ligger i provinsen Aceh, i den västra delen av landet, 1 900 km nordväst om huvudstaden Jakarta. Toppen på Goh Keureuse är 229 meter över havet. Goh Keureuse ligger på ön Pulau Teunom.
Terrängen runt Goh Keureuse är kuperad åt nordost, men västerut är den platt. Havet är nära Goh Keureuse söderut.